# Võrumaa
Võrumaa (estisk: Võru maakond) er et af Estlands 15 amter (maakond) og er beliggende i den sydøstligste del af landet med grænser til Letland og Rusland.

## Historie
Tekst mangler, hjælp os med at skrive teksten

## Politik
Den politiske ledelse i amtet har siden 2005 amtsborgmester Ülo Tulik som øverstemand.

## Venskabsbyer
- Halsua, Finland
- Kaavi, Finland
- Kaustinen, Finland
- Nilsiä, Finland
- Perho, Finland
- Rautavaara, Finland
- Ullava, Finland
- Vehmaa, Finland
- Veteli, Finland[1]

## Underinddelinger
Amtet er underinddelt i én bykommune og 4 landkommuner.
Bykommune
- Vőru

Landkommuner
- Antsla
- Rőuge
- Setumaa
- Vőru